# Північно-Західний округ (Ботсвана)
Північно-Західний округ (англ. North-West District) - округ в Ботсвані. Округ утворений в 2001 році в результаті об'єднання округів Нгаміленд і Чобе. Адміністративний центр - місто Маун.

## Географія
У центральній частині розташована річка Окаванго і її численні притоки, а також однойменне болото, що є дельтою річки. На півдні розташовані солончаки: Мадонго, Нгвако, Масаланьяне; на північному заході - гори Цоділо, річки: Нгамассері і Цкаудум. Природоохоронні території: природний заповідник Моремі (центр), національний парк Чобе (північ), Нхаі Пан (схід), печери Гчвіхаба.
Сусідні області:
- Замбезі (Намібія) - на півночі
- Ганзі - на півдні
- Центральний - на південному сході
- Східне Каванго, Очосондьюпа, Омахеке (Намібія) - на заході

## Населені пункти
- Гумаре (Gumare[en])
- Казунгула
- Касане
- Качікау (Kachikau[en])
- Л'акао (Xakao[en])
- Матлапана (Matlapana[en])
- Мохембо-Вест (it:Mohembo West)
- Нл'амасере (Nxamasere[en])
- Ноканенґ (Nokaneng[en])
- Пандаматенґа (Pandamatenga[en])
- Паракарунґу (Parakarungu[en])
- Сепопа (Sepopa[en])
- Серонґа (Seronga[en])
- Сегітва (Sehithwa[en])
- Цау (Tsao, Botswana[en])
- Шакаве (Shakawe[en])

## Адміністративний поділ
Адміністративно округ ділиться на 4 субокруга:
- Чобе
- Дельта
- Північний Нгаміленд
- Південний Нгаміленд

## Економіка
На крайньому сході ведеться видобуток марганцевої руди і азбесту. В Маун і Касане (на крайній півночі) розташовані аеропорти.